# William Longespée († 1256/57)
William Longespée (auch William III Longespée) (* nach 1226; † zwischen 23. Dezember 1256 und 3. Januar 1257) war ein englischer Magnat.

## Leben
William III Longespée war ein Sohn von William II Longespée und von dessen Frau Idonea de Camville. Seine Eltern hatten nach 1226 geheiratet. Nach dem Tod seines Vaters, der während eines Kreuzzugs 1250 in Ägypten fiel, erbte er dessen umfangreiche Besitzungen, die vor allem in Wiltshire und Dorset lagen, aber noch weitere Güter in mehreren englischen Grafschaften umfassten. Wie sein Vater erbte er jedoch nicht den Titel Earl of Salisbury, den seine Großmutter Ela of Salisbury bis zu ihrem Tod 1261 aus eigenen Recht führen durfte. An Pfingsten, 4. Juni 1256 nahm er an einem Turnier in Blyth in Nottinghamshire teil. Dabei erlitt er schwere Verwundungen, an denen er mehrere Monate später starb.
1254 hatte Longespée Maud de Clifford geheiratet, eine Tochter von Walter de Clifford und Margaret ferch Llywelyn. Mit ihr hatte er mindestens eine Tochter, die seine Erbin wurde und schließlich auch den Titel Countess of Salisbury erbte:
- Margaret Longespée, 4. Countess of Salisbury (um 1254 bis um 1309) ⚭ Henry de Lacy, 3. Earl of Lincoln

Nach seinem Tod verhandelte seine Witwe Maud wohl über eine Heirat mit John Giffard, der über den schleppenden Verlauf der Verhandlungen ungeduldig sie im Oktober 1271 gewaltsam aus ihrem Gut Canford in Wiltshire entführte und heiratete.